# Les Dents de la mer 3
Pour les articles homonymes, voir Les Dents de la mer (série de films).
Série Les Dents de la mer
Les Dents de la mer, 2e partie
(1978) Les Dents de la mer 4 : La Revanche
(1987)
Pour plus de détails, voir Fiche technique et Distribution.
Les Dents de la mer 3 (Jaws 3-D, litt. « Les Mâchoires 3-D ») est un film américain réalisé par Joe Alves et sorti en 1983. Suite des Dents de la mer, 2e partie, il est le troisième volet de la saga. Le film met en scène les enfants Brody (Dennis Quaid et John Putch) travaillant dans un parc aquatique en Floride. Alors que le complexe se prépare à ouvrir, un jeune grand requin blanc s'infiltre dans le parc depuis la mer et tue visiblement plusieurs employés. Une fois le squale capturé, il s'avère que le vrai coupable est un deuxième requin beaucoup plus grand qui est également entré dans le parc.
Le film a été tourné en relief en raison d'un regain d'intérêt pour la technologie dans les années 1980, s'inscrivant dans la lignée de plusieurs films d'horreur tels que Meurtres en 3 dimensions (1982) et Amityville 3D : Le Démon (1983). Les spectateurs pouvaient alors visionner le film à sa sortie avec des lunettes polarisantes afin d'avoir une illusion de profondeur et d'éléments sortant de l'écran. De nombreuses scènes du film ont alors été littéralement conçues pour cet effet, comme les membres des victimes flottant dans l'eau.
Lors de sa sortie en cassette vidéo puis en DVD ainsi que pour sa diffusion télévisée, le film a été renommé Jaws III en raison de l'absence de relief. Ce n'est qu'avec sa sortie en Blu-ray en 2016 qu'il est de nouveau visible dans ce format avec les téléviseurs adéquats. Il a été un succès commercial puisque pour un budget de 18 millions de dollars, il a rapporté 45 millions aux États-Unis et 42 millions dans le reste du monde, soit un total de près de 88 millions de dollars. Malgré une forte rentabilité, il a été déprogrammé assez rapidement des salles par Universal Pictures pour mettre à la place d'autres films en relief. Néanmoins, il a reçu des critiques généralement négatives. Un quatrième et dernier film, Les Dents de la mer 4 : La Revanche, est sorti en 1987.

## Synopsis
Les années ont passé pour Michael et Sean Brody, les deux fils de Martin Brody, chef de la police d'Amity au Massachusetts. Ils se sont installés en Floride. Michael travaille comme ingénieur pour un parc aquatique dirigé par Calvin Bouchard : le SeaWorld Orlando. Quelque temps avant l'ouverture, à l'issue d'une répétition d'un numéro de ski nautique en vue de l'inauguration du parc, les portes qui ferment l'entrée du lagon se bloquent. Le plongeur qui était chargé de les réparer disparaît mystérieusement. Mike et son amie Kathryn partent en sous-marin dans le lagon à sa recherche. Mais ils sont attaqués par un jeune requin blanc.
Le jeune requin à l'origine de l'incident est récupéré dans le lagon avant de mourir dans l'un des bassins du laboratoire scientifique du parc. Le cadavre à moitié dévoré du plongeur est retrouvé dans le lagon. Kathryn en déduit d'après les morsures que le jeune requin n'aurait pas pu tuer le plongeur. Sa mère à la recherche de son petit, sème la panique dans le parc, prête à tout pour le récupérer.

## Fiche technique
- Titre original : Jaws 3-D
- Titre français et québécois :  Les Dents de la mer 3
- Réalisation : Joe Alves
- Scénario : Carl Gottlieb et Richard Matheson, d'après une histoire de Guerdon Trueblood
- Photographie : Chris J. Condon et James A. Contner
- Musique : Alan Parker
- Montage : Corky Ehlers et Randy Roberts
- Maquillage : Kathryn Bihr et David Forrest
- Distribution des rôles : Randy Stone
- Création des décors : Woods Mackintosh
- Direction artistique : Paul Eads et Christopher Horner
- Création des costumes : Dresden Urquhart
- Production : Rupert Hitzig (producteur exécutif : Ed Horwitz, producteur associé : David R. Kappes, producteurs délégués : Alan Landsburg et Howard Lipstone)
- Sociétés de production : Universal Pictures, Alan Landsburg Productions et MCA Theatricals
- Sociétés de distribution : Universal Pictures (États-Unis), United International Pictures (France)
- Pays de production :  États-Unis
- Langue originale : anglais
- Format : couleurs (technicolor), son Dolby
- Genre : thriller, horreur
- Durée : 98 minutes
- Dates de sortie :
  - États-Unis : 22 juillet 1983
  - France : 21 décembre 1983

## Distribution
- Dennis Quaid (VF : Patrick Poivey) : Michael « Mike » Brody
- Bess Armstrong (VF : Joëlle Fossier) : Dr Kathryn « Kay » Morgan
- Simon MacCorkindale (VF : Mario Santini) : Philip FitzRoyce
- Louis Gossett Jr. (VF : Med Hondo) : Calvin Bouchard
- John Putch : Sean Brody
- Lea Thompson (VF : Catherine Lafond) : Kelly Ann Bukowski
- P. H. Moriarty (VF : Robert Bazil) : Jack Tate

## Production

### Genèse et développement
David Brown et Richard D. Zanuck, producteurs des deux précédents films, envisagent initialement le projet d'un troisième film comme une parodie intitulée Jaws 3, People 0 (« Requin : 3, humaine : 0 »),. Tout juste auréolé du succès de American College, Matty Simmons est chargé de produire le film, David Brown et Richard D. Zanuck officiant alors comme producteurs délégués. Matty Simmons charge alors deux scénaristes du National Lampoon, John Hughes et Todd Carroll d'écrire un script. Joe Dante est un temps envisagé à la réalisation. Le projet de suite parodique sera finalement abandonné en raison de désaccords avec Universal Pictures. David Brown déclarera que le studio trouvait que l'idée d'une parodie aurait été une erreur.
Alan Landsburg rachète ensuite les droits pour produire un nouveau film. Le producteur tente d'engager Murray Lerner, réalisateur expérimenté de documentaires aquatiques et animaliers notamment Sea Dream (1978 pour le Marineland de Floride). Lerner refuse la proposition.
C'est finalement Joe Alves, chef décorateur et réalisateur de la seconde équipe des deux précédents films, qui est choisi. Il avait déjà été envisagé comme coréalisateur des Les Dents de la mer 2e partie avec Verna Fields quand John D. Hancock en avait été renvoyé.
Tout comme les précédents films, de nombreux scénaristes travaillent sur ce projet. Richard Matheson est notamment engagé. Le studio Universal le force à inclure les deux fils de Brody, alors qu'il trouve ça lui-même stupide. Le scénariste révèle que des gens du studio voulaient aussi que ce soit le même requin que celui qui avait été électrocuté dans le 2e film. On lui a aussi demandé d'écrire un rôle spécifiquement pour Mickey Rooney. Ce qui s'est avéré totalement inutile après le refus de l'acteur Richard Matheson avouera avoir peu apprécié son travail sur ce film :

« Je suis un bon conteur et j'ai écrit un bon plan et un bon scénario. Et s'ils l'avaient bien fait et s'il avait été réalisé par quelqu'un qui savait mettre en scène, je pense que cela aurait été un excellent film. Jaws 3-D était la seule chose que Joe Alves ait jamais réalisée ; l'homme est un chef décorateur très qualifié, mais en tant que réalisateur, non. Et la soi-disant 3D n'a fait que rendre le film trouble - cela n'a eu aucun effet. C'était une perte de temps. »

Guerdon Trueblood participe également à l'écriture. Carl Gottlieb, qui avait réécrit les scripts des deux précédents films, est également crédité au générique avec Richard Matheson. Ce dernier a révélé en interviews que plusieurs script doctors sont intervenus.

### Attribution des rôles
Aucun acteur des deux précédents films ne fait ici son retour. Roy Scheider, qui avait incarné Martin Brody, en rigolera en déclarant : « Méphistophélès ... ne pouvait pas me convaincre de le faire ... Ils savaient qu'il ne fallait même pas demander. » Il avouera avoir accepté Tonnerre de feu pour être sûr d'être indisponible.

### Tournage
Le tournage a lieu au SeaWorld Orlando ainsi qu'à Navarre en Floride.
Le film avait été prévu pour 3D, technique qui connait alors un regain d'intérêt notamment avec Meurtres en 3 dimensions (1982) et Amityville 3D : Le Démon (1983)

### Bande originale
La bande originale, écrite par Alan Parker, relève partiellement du plagiat [réf. nécessaire] : le matériau musical du morceau Blown to Pieces est en très grande partie une reprise quasi note pour note d'extraits du Sacre du Printemps d'Igor Stravinsky et de la Turangalîla-Symphonie d'Olivier Messiaen.

## Accueil

### Box-office
Pour un budget de 18 millions de dollars, le film a rapporté 45 517 055 $ aux États-Unis (15e position de l'année 1983), et 42 470 000 $ dans le reste du monde, soit un total de 87 987 055 $. En France, le film se place à la 40e position de l'année 1983, avec 1 158 873 entrées.

## Commentaires
- Le requin est capable d'émettre un rugissement alors même qu'il se trouve sous les flots, chose impossible. On peut y voir une sorte d'opposition avec le dauphin (deux spécimens sont présents dans cet opus), animal capable grâce à son sonar d'émettre des sons très caractéristiques.
- La traque opérée par la mère requin issue de la volonté de « venger » son petit, est fausse. Même si la gestation et la mise-bas des requins restent encore des mystères, rien ne prouve que le requin soit capable de ressentir des notions de colère, de joie ou de détresse.
- Lorsque le requin est prisonnier dans le tuyau de filtrage, il s'en échappe en nageant en arrière ; ce qui est impossible pour eux.
- Lorsque Michael et Kay soutiennent le bébé requin dans le bassin pour l’oxygéner le lendemain de la capture : c’est totalement impossible car même un jeune requin blanc de 2 ou 3 mètres de long pèse déjà plusieurs centaines de kilos.
- Contrairement aux idées reçues il n'est absolument pas question de vengeance dans le film, rien n'y fait allusion. La maman requin est tout simplement coincée dans les tuyaux de filtrage.